# جفری ریچاردسون
پیتر جفری ریچاردسون (متولد ۱۵ ژوئیه ۱۹۵۰) نوازنده ویولا و نوازنده چند ساز بریتانیایی است که بیشتر به خاطر همکاری‌اش با گروه‌های کاروان و ماری هد شناخته می‌شود.

## حرفه
پدر ریچاردسون نوازنده‌ای نیمه‌حرفه‌ای بود. و ریچاردسون خود در مدرسه هنر وینچستر تحصیل کرده است. ریچاردسون در سال ۱۹۷۲ به گروه اسپیروژیرا پیوست، اما گروه کمی بعد از هم پاشید و او به‌عنوان نوازنده ویولا به گروه کاروان پیوست.